# Elfriede Krismanich
Elfriede Krismanich (* 15. August 1940 in Eisenstadt) ist eine ehemalige österreichische Politikerin (SPÖ) und AHS-Lehrerin. Krismanich war zwischen 1989 und 1994 Abgeordnete zum Österreichischen Nationalrat.
Krismanich besuchte nach der Volksschule ein Bundesrealgymnasium und studierte Englisch und Deutsch im Lehramt an der Universität Wien, wobei sie ihr Studium 1968 mit der Sponsion abschloss. Beruflich arbeitete Krismanich zwischen 1963 und 1965 als Lehrerin am Theresianum Eisenstadt und war danach ab 1965 als Lehrerin am Bundesgymnasium, Bundesrealgymnasium und Bundes-Oberstufenrealgymnasium Oberpullendorf tätig. 1972 wurde ihr der Berufstitel Professor verliehen.
Neben ihrer beruflichen Tätigkeit engagierte sich Krismanich zwischen 1970 und 1978 aks Personalvertreterin und war ab 1972 Bezirksobfrau des Bundes Sozialistischer Akademiker, Intellektueller und Künstler (BSA) für den Bezirk Oberpullendorf. Zudem gehörte sie ab 1981 dem Bundesvorstand der SPÖ-Bauern an und war ab 1986 Ortsparteivorsitzende der SPÖ Unterpullendorf.
Krismanich war zwischen 1977 und 1982 Mitglied des Gemeinderates von Frankenau-Unterpullendorf und stieg 1987 zur Ersten Vizebürgermeisterin von Frankenau-Unterpullendorf auf. Zwischen dem 7. Juli 1989 und dem 6. November 1994 vertrat sie die SPÖ im Nationalrat.